# 雪球效應
雪球效應又稱滚雪球效应，是指原本一個沒什麼危險的状态經過不断发展，後來情況變得越來越危險。這個比喻來自从白雪覆盖的山坡上滚下来的一个雪球。当雪球滚动时，雪球会沾上更多的雪，從而质量和表面积變得更大，并在滚动中過程中获得到更多的雪和动力。